# Neodactria murellus
Neodactria murellus là một loài bướm đêm trong họ Crambidae.